# Оломоуцкая и Брненская епархия
Оломоуцкая и Брненская епархия (Оломоуцко-Брненская епархия, чеш. Olomoucko-Brněnská eparchie) — епархия Православной церкви Чешских земель и Словакии. Территориально охватывает восток Чехии — историческую область Моравию.
Кафедральный собор — Гораздовский (Оломоуц).

## История
Оломоуцкая епархия была выделена из Пражской 7 декабря 1949 года. На момент образования епархии на её территории находилось 15 общин, которые окормлялись 14 священниками.
Первым епископом Оломоуцкий епархии стал сподвижник святителя Горазда протоиерей Честмир Крачмар. Он был рукоположен в епископа 5 февраля 1950 года в Оломоуце митрополитом Елевферием (Воронцовым), митрополитом Николаем (Ярушевичем) и архиепископом Макарием (Оксиюком). Через год после образования отдельной епархии в ней было уже 24 прихода.
Епископ Честмир управлял епархией в течение четырёх лет, после чего вынужден был оставить кафедру за конфликта со светскими властями. На его место был избран протоиерей Микулаш Келли из Прешевской епархии (один из бывших униатских священников), принявший в монашестве имя Климент. Он занимал кафедру до своей смерти в 1959 году.
С 1959 года кафедра вдовствовала, так как власти не давали назначить епископа. В результате епархия пришла в запустение. Лишь в 1982 году Оломоуцко-Брненским епископом стал преосвященный Никанор (Юхимюк).
После возвращения епископа Никанора в 1987 году в юрисдикцию Московской Патриархии, епископом Оломоуцкий-Брненский был избран игумен Христофор (Пулец). Его епископская хиротония состоялась 17 апреля 1988 года в Оломоуцкий кафедральном соборе св. Горазда I. В 1988 году в состав епархии входило 20 общин, которыми оформлялись 13 священнослужителями.
В 2000 году число приходов достигло 30, а священнослужителей — 47. После смерти митрополита Дорофея (Филипа) епископ Христофор стал архиепископом Пражским. 8 апреля 2000 года на епархиальном собрании епископом Оломоуцко-Брненским был избран Симеон (Яковлевич), который с 1998 года был епископом Мариансколазенским, викарием Пражской епархии. Результаты выборов были утверждены Священным Синодом Православной церкви Чешских земель и Словакии. 9 апреля 2000 состоялась интронизация епископа Симеона на Оломоуцкую кафедру.

## Епархиальные архиереи
- Честмир (Крачмар) (5 февраля 1950 — 17 июля 1953)
- Климент (Келли) (2 октября 1954 — 30 июня 1959)
- Иоанн (Кухтин) (1959 — 23 октября 1964), митр. Пражский
- Дорофей (Филип) (25 октября 1964—1982), митр. Пражский
- Никанор (Юхимюк) (20 ноября 1982 — 29 ноября 1987)
- Христофор (Пулец) (17 апреля 1988 — 25 марта 2000)
- Симеон (Яковлевич) (9 апреля 2000 — 19 марта 2024)
- Исаия (Сланинка) (с 20 апреля 2024)

### Викарии
- Иоаким (Грди), епископ Годонинский (14 февраля 2009 — 11 января 2014)
- Исаия (Сланинка), епископ Шумперкский (22 февраля 2015 — 20 апреля 2024)

## Благочиния
Епархия разделена на 6 благочинных округов (okružní protopresbyterát)
- Олоумцкий
- Худобинский
- Брненский
- Йиглавский
- Остравский и Опавский
- Злинский